# 유강 (유천절후)
유강(劉強, ? ~ 기원전 50년)은 전한 후기의 제후로, 교동대왕의 아들이다.

## 행적
지절 4년(기원전 66년), 유천후(柳泉侯)에 봉해졌다.
유천절후 17년(기원전 50년)에 죽어 시호를 절이라 하였고, 아들 유건이 작위를 이었다.

## 출전
- 반고, 《한서》 권15하 왕자후표 下

| 선대 (첫 봉건) | 전한의 유천후 기원전 66년 2월 갑인일 ~ 기원전 50년 | 후대 아들 유천효후 유건 |